# Jérôme Souchier
Jérôme Souchier (Auvergne, 4 de outubro de 1516 - Roma, 10 de novembro de 1571) foi um cardeal do século XVI.

## Biografia
Nasceu em Auvergne em 1508. De uma família nobre.
Entrou na Ordem dos Cistercienses no mosteiro de Montpeyroux, diocese de Clermont. Estudou no Collège Cistercien, Paris (doutorado em filosofia e teologia). Admitido entre os teólogos da Universidade La Sorbonne, Paris..
Ordenado (nenhuma informação adicional encontrada). Abade de Claraval, 1550-1571. Participou do Concílio de Trento, 1562-1563. Abade de Cister e superior geral de sua ordem, 1567-1571; ele manteve a sede da abadia de Clairvaux. Promulgou uma série de ordenanças, Ordinationes , baseadas nos princípios do Concílio de Trento. Os reis franceses Henrique II, Francisco II e Carlos IX o apreciaram muito e procuraram seu conselho..
Criado cardeal sacerdote no consistório de 24 de março de 1568; recebeu o chapéu vermelho e o título de S. Matteo em Merulana, 24 de janeiro de 1569..
Morreu em Roma em 10 de novembro de 1571. Sepultado na igreja de S. Croce em Jerusalém, Roma, após funeral privado celebrado pelos monges da sua ordem.